# 阿倫德爾

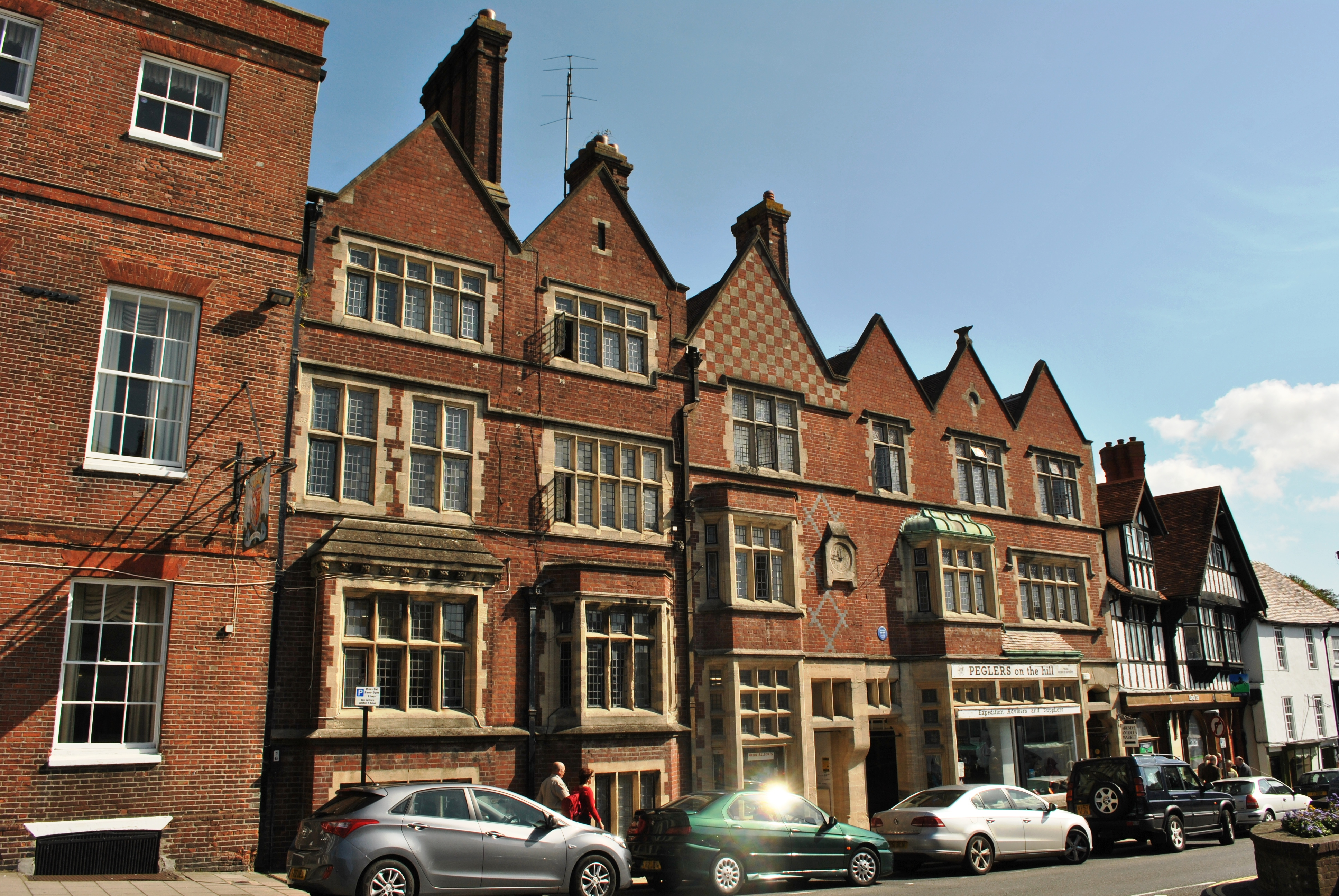
阿倫德爾舊城的高街

阿倫德爾（英語：Arundel）是位於英國英格蘭西薩塞克斯郡的一座城市。阿倫德爾擁有悠久的歷史，並且以阿倫德爾主教座堂和阿倫德爾城堡而聞名。在2004年，阿倫德爾成為公平貿易城鎮。阿倫德爾市內還有一座板球場。